# Rütli (Literarische Gruppe)
Der Rütli, auch Das Rütli, Rytly und Rytli, wurde am 9. Dezember 1852 von Mitgliedern des Tunnels über der Spree gegründet: als „eine Art Nebentunnel“ (Fontane). Man wollte sich für privatere Treffen dem etwas steifen Zeremoniell und vor allem der publizistischen Enthaltsamkeit des Tunnels entziehen und traf sich wöchentlich einmal bei einem der Mitglieder. Ein besonderer – gegenüber dem Tunnel zusätzlicher – Reiz bestand darin, dass auch die Ehefrauen „zugelassen“ waren; freilich erst nach der „Arbeit“ im zweiten (nicht literarisch-künstlerischen) Teil und vor allem wohl auch deswegen, weil damit für Speis und Trank gesorgt war.
Die Mitglieder unterschieden genau zwischen den „Ur-Rütlionen“ und den „Späteren“. Anfangs wurde des Gründungsdatums feierlich an jedem 9. Dezember gedacht. Doch da dieser Termin in den Feierlichkeiten des Tunnel-Stiftungsfestes am 3. Dezember beinahe immer unterging, verlegte man ihn kurzerhand auf den 5. Februar.
Auch hier wurden – gleich den Tunnel-Treffen – Gäste eingeladen: Berthold Auerbach, Friedrich von Bodenstedt, Eduard Devrient u. v. m.
Ungefähr bis 1897 existierte der Rütli; am 5. Januar 1897 schrieb Fontane an Lazarus: „... daß der Rütli eingeschlafen, ist ein Segen; er war seit Jahren ein Trauerbild.“ Karl Zöllner und seine Ehefrau Emilie Zöllner sorgten zuletzt für den Erhalt des Rütli.

## Mitglieder
| Ur-Rütlionen - Karl Bormann - Friedrich Eggers - Theodor Fontane - Adalbert Noel - Paul Heyse - Franz Kugler - Bernhard von Lepel - Adolph von Menzel - Wilhelm von Merckel - Theodor Storm | Spätere - Leopold Goldammer - Hugo von Blomberg - Karl Eggers - August von Heyden - Richard Lucae - Moritz Lazarus - Wilhelm Lübke - Otto Roquette - Karl Zöllner (Gerichtsrat, Sekretär der Akademie der Künste) |

außerdem:  
- Titus Ullrich

## Gemeinsame Publikationen
- Argo. Belletristisches Jahrbuch für 1854. Hrsg. v. Theodor Fontane/Franz Kugler, Dessau 1854.
- Literatur-Blatt des deutschen Kunstblattes. Redigiert v. Friedrich Eggers, 1. Jg. (zum 5. Jg. des Deutschen Kunstblattes gehörig), 1854; 2. Jg., 1855; 3. Jg. 1856; 4. Jg. 1857.
- Argo. Album für Kunst und Dichtung. Hrsg. v. Friedrich Eggers/Theodor Hosemann/Franz Kugler, Breslau 1857; dass. Hrsg. v. Friedrich Eggers/Theodor Hosemann/Bernhard von Lepel, ebd. 1858.
- Literatur-Blatt des Deutschen Kunstblattes. 5. Jg. (zum 9. Jg.  des Deutschen Kunstblattes gehörig), 1858.
- Argo. Album für Kunst und Dichtung. Hrsg. v. Friedrich Eggers/Theodor Hosemann/Bernhard v. Lepel, Breslau 1859; dass. Hrsg. v. Friedrich Eggers/Theodor Hosemann/Bernhard v. Lepel, ebd. 1860.